# Par où t'es rentré? On t'a pas vu sortir
Par où t'es rentré? On t'a pas vu sortir è un film commedia francese del 1984 diretto da Philippe Clair.

## Trama
Clovis Blaireau, un goffo investigatore privato, che vive ancora con la madre, viene assunto da Nadège de Courtaboeuf per seguire il marito Prosper e dimostrarne l'adulterio ai fini del divorzio. Il detective cerca con tutti i mezzi di fare amicizia con il marito volubile, e alla fine ci riesce.
Tuttavia Nadège mantiene una relazione extraconiugale con un mafioso e il suo amante decide di sopprimere Prosper. Clovis e Prosper finiscono per rifugiarsi in Tunisia, dove si ritrovano coinvolti nella guerra tra i sostenitori del fast food - guidati dal temibile Ben Burger, che si è impegnato ad americanizzare Tunisi - e quelli del cuscus. Alla fine sistemano tutto e aprono insieme un ristorante, una combinazione di fast food americano e slow food orientale.

## Produzione
Nel 1984 Jerry Lewis accettò di girare in Francia questo film e Retenez-moi... ou je fais un malheur! di Michel Gérard, solo a condizione che non venissero mai distribuiti sul mercato statunitense.